# Чемпіонат Швейцарії з хокею 1918
Чемпіонат Швейцарії з хокею 1918 — 8-й чемпіонат Швейцарії з хокею, чемпіоном втретє став ХК «Берн».

## Схід
Переможцем сходу став ХК «Берн».

## Захід
| М  | Команда             |
| -- | ------------------- |
| 1. | «Розей» (Гштаад)    |
| 2. | «Беллерів» (Вевей)  |
| 3. | ХК «Серветт-Женева» |
| 4. | ХК «Женева»         |

## Фінал
| 3 лютого 1918 року |     |                  |  |
| ХК «Берн»          | 1:0 | «Розей» (Гштаад) |  |
|                    |     |                  |  |